# Eleccions a governador de Tòquio de 1999
Les eleccions a governador de Tòquio de 1999 es van celebrar l'11 d'abril de 1999, dins del marc de les 14 eleccions locals unificades, per a elegir el Governador de Tòquio.
El guanyador va ser Shintaro Ishihara, candidat independent, amb poc més d'un milió i mig de vots i vora el 30 percent dels vots emesos.

## Antecedents
Yukio Aoshima fins aleshores governador, anuncià que no es tornaria a presentar a la reelecció del càrrec. Tots els candidats principals es van presentar com a candidats independents, però la majoria d'ells estaven recolzats pels grans partits. El Partit Liberal Democràtic, liderat aleshores per Yoshirō Mori, va donar suport a la candidatura de Yasushi Akashi com a pacte amb el Nou Kōmeitō, no obstant això, els líders locals del PLD van dividir el seu suport entre els diferents candidats: Ishihara, Masuzoe i Kakizawa.
L'Escriptor i ex-membre de la cambra de Representants del Japó, Shintaro Ishihara que prèviament s'havia presentat a les eleccions a governador de Tòquio de 1975 quedant segon per darrere del guanyador, el socialista Ryōkichi Minobe, va guanyar les eleccions amb un programa nacionalista on deia que ell faria que els Estats Units d'Amèrica retornaren al Japó la base aèria de Yokota i que aclariren la seua posició sobre la possessió del Japó sobre les illes Senkaku. Akashi va quedar quart, el pitjor resultat d'un candidat a governador del PLD en la història de la política toquiota.

## Candidatures
| Candidat i partit polític           | Candidat i partit polític | Candidat i partit polític | Eslògan de campanya | Detalls |
| ----------------------------------- | ------------------------- | ------------------------- | ------------------- | --- |
| Shōichi Tateoka Independent         | Asano                     |                           |                     | Nou candidat. Candidat de la Unió Política Internacional, secretari general del grup polític. 47 anys.                                               |
| Kunio Hatoyama Independent          | Asano                     |                           |                     | Nou candidat. Candidat amb el suport del PD, Tokyo Seikatsusha Network i Club Reformista, ex-membre de la Cambra de Representants del Japó. 50 anys. |
| Hideyoshi Seizō Hashiba Independent | Toyama                    |                           |                     | Nou candidat. Director d'empresa. 49 anys. |
| Toshio Kawakami Independent         | Asano                     |                           |                     | Nou candidat. Director d'empresa. 55 anys. |
| Kōji Kakizawa Independent           | Kurokawa                  |                           |                     | Nou candidat. Candidat amb el suport parcial del PLD, ex-membre de la Cambra de Representants del Japó pel PLD. 65 anys.                             |
| Yōichi Masuzoe Independent          | Kurokawa                  |                           |                     | Nou candidat. Candidat amb el suport parcial del PLD, polític internacional. 50 anys.                                                                |
| Shōji Suzuki Independent            | Kurokawa                  |                           |                     | Nou candidat. Director d'empresa. 57 anys. |
| Yoshiaki Ooami Independent          | Kurokawa                  |                           |                     | Nou candidat. Monjo budista. 61 anys. |
| Yoshifumi Miyazaki Independent      | Kurokawa                  |                           |                     | Nou candidat. Candidat amb el suport del grup "Samurai", director d'empresa. 30 anys.                                                                |
| Mitsuru Mikami PCJ                  | Kurokawa                  |                           |                     | Nou candidat. Candidat del Partit Comunista del Japó, educador. 67 anys.                                                                             |
| Yasushi Akashi Independent          | Kurokawa                  |                           |                     | Nou candidat. Candidat amb el suport del PLD i del Kōmeitō, professor visitant d'universitat. 68 anys.                                               |
| Yoshiro Nakamatsu Independent       | Dr. Nakamatsu             |                           |                     | Nou candidat. Inventor internacional. 70 anys. |
| Shintaro Ishihara Independent       | Ishihara                  |                           |                     | Candidat antic. Escriptor, polític i intelectual. Es presentà amb el suport parcial del PLD. 66 anys.                                                |
| Bunji Satō Estels del segle XXI     | Toyama                    |                           |                     | Nou candidat. Candidat del partit polític "Estels del Segle XXI", personal hospitalari. 56 anys.                                                     |
| Nobuaki Tsuda Independent           | Asano                     |                           |                     | Nou candidat. Minorista. 52 anys. |
| Hiroyuki Suzuki Independent         | Kurokawa                  |                           |                     | Nou candidat. Direcor d'operacions quirúrgiques, cirurgià. 36 anys.                                                                                  |
| Kazuo Ishida Independent            | Kurokawa                  |                           |                     | Nou candidat. Constructor. 61 anys. |
| Hideki Nakagawa Independent         | Kurokawa                  |                           |                     | Nou candidat. Administrador de propietats. 38 anys.                                                                                                  |

## Resultats
| Partit                                       | Candidat                      | Vots      | %      |
| -------------------------------------------- | ----------------------------- | --------- | ------ |
| Independent                                  | Shintaro Ishihara             | 1.664.558 | 30,47% |
| Independent (Amb el suport del PD)           | Kunio Hatoyama                | 851.130   | 15,58% |
| Independent                                  | Yōichi Masuzoe                | 836.104   | 15,30% |
| Independent (Amb el suport del PLD, Kōmeitō) | Yasushi Akashi                | 690.308   | 12,63% |
| Partit Comunista del Japó                    | Mitsuru Mikami                | 661.881   | 12,11% |
| Independent                                  | Kōji Kakizawa                 | 632.054   | 11,57% |
| Independent                                  | Yoshirô Nakamatsu             | 100.123   | 1,83%  |
| Total (participació: 57,87 %)                | Total (participació: 57,87 %) | 5.510.042 | 57,87% |

No s'esmenten els candidats amb menys del 0,3 percent dels vots totals.